# أندريا باولوشي
اندريا باولوشي (بالإيطالية: Andrea Paolucci)‏ (23 نوفمبر 1986 ببسكارا في إيطاليا - ) هو لاعب كرة قدم إيطالي في مركز الوسط. لعب مع فيورنتينا ونادي بيسكارا ونادي تشيزينا ونادي سيتاديلا وFidelis Andria 2018 ‏ ونادي تارانتو 1927.

## روابط خارجية
- أندريا باولوشي على موقع قاعدة بيانات كرة القدم.إي يو (الإنجليزية)
- أندريا باولوشي على موقع Soccerway.com (الإنجليزية)
- أندريا باولوشي على موقع عالم كرة القدم.نت (الإنجليزية)